# Chrysosoma luctuosum
Chrysosoma luctuosum är en tvåvingeart som beskrevs av Octave Parent 1928. Chrysosoma luctuosum ingår i släktet Chrysosoma och familjen styltflugor.
Artens utbredningsområde är Fiji. Inga underarter finns listade i Catalogue of Life.